# چاه‌پهن (تنگستان)
چاه پهن، روستایی است از توابع بخش دلوار در شهرستان تنگستان استان بوشهر ایران.

## جمعیت
این روستا در دهستان بوالخیر قرار داشته و بر اساس سرشماری سال ۱۳۸۵ جمعیت آن ۹۹نفر (۲۷خانوار) بوده‌است.